# کارل واخا
کارل واخا (چکی: Karel Vácha؛ زادهٔ ۲ اوت ۱۹۷۰) بازیکن فوتبال اهل جمهوری چک بود.
از باشگاه‌هایی که در آن بازی کرده‌است می‌توان به باشگاه فوتبال تیرول اینسبروک و باشگاه فوتبال اسلاویا پراگ اشاره کرد.
وی همچنین در تیم ملی فوتبال جمهوری چک بازی کرده‌است.